# Cetopsorhamdia iheringi
Cetopsorhamdia iheringi är en fiskart som beskrevs av Christoph D. Schubart och Gomes, 1959. Cetopsorhamdia iheringi ingår i släktet Cetopsorhamdia och familjen Heptapteridae. Inga underarter finns listade i Catalogue of Life.